# Il était là
Albums de Michel Sardou
Les Lacs du Connemara
(1981) Vivant 83
(1983)
Singles
1. Afrique adieu
Sortie : 1982
2. Les Années trente
Sortie : 1983

Il était là est le onzième album studio de Michel Sardou enregistré au studio C.B.E et paru chez Tréma en 1982.
Paru à l'origine sous le simple titre Michel Sardou, il est souvent désigné sous le titre Il était là, première chanson de l'album ou Les années 30  ou Afrique adieu (notamment par sa maison de disques Universal Music France), premier single extrait de l'album.

## Historique

### Autour de l'album
- Référence originale : Tréma 310 132[1]

Le thème musical d'introduction de la chanson Il était là (Le Fauteuil) est emprunté au titre Five Circles de Vangelis, issu de la bande originale du film Les Chariots de feu (1981).

## Titres

### Album original
| No | Titre                                                   | Paroles                        | Musique                          | Durée |
| -- | ------------------------------------------------------- | ------------------------------ | -------------------------------- | ----- |
| 1. | Il était là (Le Fauteuil)                               | Michel Sardou - Pierre Delanoë | Jacques Revaux                   | 4:12  |
| 2. | Les Années trente                                       | Michel Sardou - Pierre Delanoë | Jacques Revaux                   | 3:31  |
| 3. | Merci... pour tout (Merci Papa)                         | Michel Sardou - Pierre Delanoë | Jacques Revaux                   | 4:04  |
| 4. | Maman (sketch avec Jackie Sardou, sur Comme d'habitude) | Jean-Loup Dabadie              | Jacques Revaux - Claude François | 5:57  |
| 5. | Vivant                                                  | Michel Sardou - Pierre Delanoë | Jacques Revaux                   | 4:48  |
| 6. | Ma mémoire                                              | Michel Sardou - Pierre Delanoë | Jacques Revaux                   | 4:06  |
| 7. | Côté soleil                                             | Michel Sardou - Pierre Delanoë | Jacques Revaux                   | 3:36  |
| 8. | Afrique adieu                                           | Michel Sardou                  | Jacques Revaux - Michel Sardou   | 6:38  |

### Titres bonus
Cet album a été réédité en 2004 sous le label AZ avec les titres bonus suivants :
- La première fois qu'on s'aimera (duo avec Sylvie Vartan)
- L'Atlantique (duo avec Sylvie Vartan)
- Les Balkans et la Provence (duo avec Sylvie Vartan)

## Crédits

### Musiciens
- Arrangements :
  - Piano et synthétiseurs : Roger Loubet
  - Cordes et cuivres additionnels : Benoît Kauffman (titres 2 et 6)
- Arrangements et direction d'orchestre : Benoît Kauffman (titre 3) et René Coll (titre 4)
- Direction des cordes et symphonique : Roger Berthier
- Guitare basse : Sauveur Mallia
- Guitare électrique : Slim Pezin
- Batteries : Pierre-Alain Dahan et Patrice Locci
- Percussions : Marc Chantereau
- Programmation des synthétiseurs : Jean-Pierre Duclos
- Chœurs féminins : Debbie Davis, P. Shezwae et C. Rowley
- Chœurs masculins : F. Porterie, J. Cardona, C. Baccioti, Roger Loubet, Jacques Revaux et Bernard Estardy

### Production
- Réalisation : Bernard Estardy et Jacques Revaux
- Production : Jacques Revaux pour les disques Tréma